# 前田けゑ
前田けゑ（まえだ けえ、1982年3月4日 - ）はタレント、芸人、俳優、ドラマ・映画プロデューサー、投資家、カスタネット奏者、司会者である。
大阪府岸和田市出身。1997年より活動開始。2008年から所属していたオスカープロモーションを2019年8月末で独立。現在は自社である株式会社K-Network Family所属。
血の繋がらない赤の他人のおばあちゃんから総資産15億円相続した芸人(タレント)としてメディアに取り上げられる。

## 略歴
- 1997年 - TVの有名人になって人と違う事がしたいという思いから、大阪のタレント事務所「NAC」に入り活動開始[2]。
- 2000年 - 高校卒業とともに大阪タレント事務所を辞め、メジャーデビューを目指し本格的にバンド活動を開始（RAP Vo担当）[2]。
- 2003年 - メジャーデビュー(プロデューサー佐久間 正英 )直前にバンドをクビになり脱退し上京、ヒラタオフィスグループの事務所に拾ってもらい俳優 虎牙光揮の付き人になる（約1年間）[2]。
- 2005年 - ワタナベエンターテインメント SWコース一期生入学。卒業後ソロやユニット(2006年-WHITE BOXX)で音楽活動。
  - 実母には知らせないまま祖母の友人の名古屋在住の資産家の女性の養子となる[1]。
- 2008年 - NHKの番組『テレ遊びパフォー!』でカスタネットパフォーマンスが取り上げられ、オスカープロモーション・バラエティー部にスカウトされ事務所所属。カスタネットパフォーマンス、イベントMC、タレントとして活動を開始[3]。
- 2012年 - 総資産15億円を相続[1]。
- 2015年3月4日-YahooニュースTOP、ランキング1位獲得
- 2019年 オスカープロモーションから独立。
- 2020年7月27日-YahooニュースTOP、ランキング1位獲得
- 2024年5月6日-YahooニュースTOP、ランキング1位獲得
- 2024年 芸能活動の傍ら株式会社K-Network Family代表取締役、映画、ドラマプロデューサー、不動産経営、飲食店経営、投資、イベント事業経営、そしてTikTokでは「前田けゑ@強運男」としては8万フォロワーであるタレント、芸人兼、実業家[1][4]

## 人物
映画製作総指揮、プロデューサーとして映画製作。
前田けゑとして、映画、ドラマ、TikTok、YouTube、報道番組、バラエティ番組、講演会、セミナーゲストなどの出演。
また、伊藤敬（エグゼクティブプロデューサー）として、映画製作にも携わることもある。
イベント司会者として、映画舞台挨拶、ギネスワールドレコードイベント、音楽イベント、お笑いライブ、学園祭、タレントのファンイベント、バースデーイベント、ハロウィンイベント、バレンタインイベント、DVD発売やトレーディングイベントなど多い時で年間100ステージの依頼があった。
教育用カスタネット芸の第一人者であり、パフォーマンスをYouTubeに公開している。
イベントではお祭り男として盛り上げる。
群馬県みなかみ町にある、日本唯一のカスタネット工房のカスタネットを広める活動に合わせて、
ユネスコエコパークに認定されたみなかみ町を通じて、日本自然保護協会や森の恵みと学びの家に協力し、エコ活動を推進。
独学のカスタネットパフォーマンスで日本各地のイベント、小学校、幼稚園、お祭りに参加している。
海外においても、カンボジアやスリランカなどの孤児院などで祭りを興すボランティア活動も行う。
その他、オリジナルパフォーマンス、即興コラボレーション、親子・友達の絆、手作りカスタネットワークショップ、教育用カスタネット教室などのカスタネット活動を行っている。
NHK総合Pahooo!のshibuya AXで行われた夏フェス2008において、テリー賞（最優秀賞）を受賞。
不動産6棟のオーナー
新宿 歌舞伎町BAR K-Stationのオーナー
Darts BAR I'sのオーナー(ビル一棟)
「前田けゑのみんなで○○やってみた。」という主催イベントにて、2011年に「ストラップ！」、2014年に「伝説の歌姫」の舞台公演を実行した。
「ストラップ！」では役者として、後輩の俳優大門拓夫と共に出演した。「伝説の歌姫」では役者、原案にも初挑戦した。
両作品とも脚本は、大門拓夫。「伝説の歌姫」の演出は、小野寺誠。

2012年3月 ギネス世界新記録樹立（DELL streak-pro新製品発売記念「WORLD ORDER」647人で5分以上ロボットダンス）。
3年連続ディスニーランドでのイッツショータイムに出演。

## 作品

### 楽曲
- N-old Mind（2003年）
  - 「yourself〜夢を生き願う〜」

梅田タワーレコード1位
- WHITE BOXX（2007年）
  - 「My Message to Mum」収録
- Indian Summer vol.3（オムニバス、2008年）
  - 「幸せなら手を叩きましょう」「CASTA　JAZZ」二曲収録。
  - 「幸せなら手を叩きましょう」は、 スノーボードDVD『便座のフタは閉めろ』の挿入歌。
- Indian Summer vol4（オムニバス、2009年）
  - 「アリガトウ」「打宴～DAEN～」二曲収録。

### 著書
資産15億円男が調べまくった成功者たちのマル秘習慣: THE Kノート（2015年）

### DVD
- 肉食女子部vol.6(2016)
- ゆずりは(2018)
- 映画 初恋スケッチ〜まいっちんぐマチコ先生〜(2018)
- ヒトコワ(2019)
- アイアンガールFINAL WAR(2019)
- アイドルスナイパーTHE MOVIE(2020)

### MV
- SMAP 愛がとまるまでは(2015)
- DSL  NEXT LEVEL(2013)
- My Message to Mum(2007)

## 出演

### テレビ
- テレ遊びパフォー!（NHK総合テレビジョン）
- あらびき団（TBS）
- SASUKE（TBS）
- 枠アリ!（MBSテレビ）
- 麒麟の部屋（MBSテレビ）
- ピラメキーノ（テレビ東京）
- NexT（日本テレビ）
- 真夜中のおバカ騒ぎ!（千葉テレビ放送）
- 笑っていいとも!増刊号（フジテレビ）
- ロンドンハーツ（テレビ朝日）
- Let's! 天才てれびくん（NHK総合テレビジョン）
- だから面白い‼︎テレビキャラクター夢ドームの全て（テレビ愛知）ナレーション
- スッキリ‼︎（日本テレビ）
- 王様のブランチ（TBS）
- ヨソで言わんとい亭〜ココだけの話が聞ける（秘）料亭〜（テレビ東京）
- お願い!ランキング（テレビ朝日）
- ズームイン!!サタデー（日本テレビ）
- Nスタ（TBS）
- グッド!モーニング（テレビ朝日）
- 羽鳥慎一モーニングショー（テレビ朝日）
- ウラマヨ!（関西テレビ放送）
- 花咲かタイムズ（CBCテレビ）
- 土曜コロシアム（テレビ愛知）
- 有吉弘行のダレトク!?（関西テレビ・フジテレビ系）
- 櫻井有吉アブナイ夜会（TBS）
- ありえへん∞世界（テレビ東京）
- ニノさん（日本テレビ）
- お笑いワイドショー マルコポロリ!（関西テレビ）
- 今夜もドル箱V（テレビ東京）
- 有田チルドレン（TBS）
- 肉食女子部（テレビ埼玉）
- 情報ライブ ミヤネ屋（読売テレビ）
- あさイチ（NHK総合テレビジョン）
- ナカイの窓  (日本テレビ)
- 『ぷっ』すま（テレビ朝日）
- ザ!世界仰天ニュース（日本テレビ）
- ウチのガヤがすみません！（日本テレビ）

### 映画
- アイドルスナイパー THE MOVIE（2020年10月3日、K-Network Family） - 風間リョウ 役[8]、エグゼクティブプロデューサー
- 電車を止めるな！ (2020年 監督 赤井宏次) -
- SPECIAL ACTORSスペシャルアクターズ (2019年 監督 上田慎一郎)信者役 -
- CARPEDIEM カルペディエム (2019年 監督 小原剛・小原健) 刑事-
- アイアンガールFINAL WAR (2019年 監督 藤原健一) -
- 初恋スケッチ〜まいっちんぐマチコ先生〜 (2018年 監督 神村友征) - 松本ヒロシ 役、エグゼクティブプロデューサー
- ゆずりは (2018年 監督 加門幾生) - 浅羽道徳 役
- アイドルスナイパーNEO (2018年 監督 稲葉司) - 滝真治 役
- HONEY SCOOPER《EPISODE:01》(2018年 監督 市原剛) - 氷室暁 役
- HONEY SCOOPER《EPISODE:03》DRAGON QUEEN -龍帝外伝-(2018年 監督 市原剛) - 小早川慶一郎 役
- かえりみち (2017年 監督 稲葉司) - 藤堂修 役
- アイドルスナイパー2〜ダークリベンジ〜 (2016年 監督 稲葉司) - 滝真治 役
- 一文字沙也加 (2016年 監督 稲葉司) - 滝真治 役
- 龍帝 -DRAGON EMPEROR-(2016年 監督 市原剛) - 鳥居大吾 役
- 新橋探偵物語2 ダブルリボルバーラヴ（2022年12月3日、監督横山翔一） - 前田けゑ 役[9]
- 赦し(2023年、監督アンシューチョハン)-アソシエイトプロデューサー
- さよならモノトーン(2023年、監督 神村友征)-プロデューサー
- 銚子電鉄の怪人(2024年、監督 寺井広樹)-映画監督役

### ドラマ
- ヒトコワ (2018年 監督 児玉 和土)-IT社長役
- プロ彼女の条件 芸能人の彼女になりたい女たち(2024年4月 監督  八重樫風雅)-共同プロデューサー
- プロ彼女の条件2 芸能人の彼女になりたい女たち(2024年10月 監督  八重樫風雅)-共同プロデューサー
- 初恋レモネード(2025年 監督 神村友征)-プロデューサー

### Vシネマ/自主映画
- やめて2 (2018年監督 遊山直奇)-
- ニ代目襲名:明日香 絡み合う愛欲と復讐 (2018年監督 遊山直奇)-
- エクスタシー・リベンジ-香織-妖艶美女の甘き罠 (2018年監督 遊山直奇)-
- 100キロマラソンの走り方 金持ちVSクソ貧乏 (2017年)
- BOND BAND (2016年 監督 小田和広)-佐伯悠馬役

### ラジオ
- ゆきねえと考えよう！親子の絆 応援ラジオ（CBCラジオ）

### YouTube、AbemaTV、インターネット番組等
- ナマイキ！あらびき団（TBS）
- インターネット放送局K-Station
- 私の恋愛赤信号(ニコニコ生放送)
- 男女7人波物語 ―恋愛も、競走だー（2020年3月8日、AbemaTV）- 王子[10]
- 石橋貴明プレミアム　ねるとん（2020年12月28日、AbemaTV）- 前田けゑ
- ABEMA NEWS(2024年5月、AbemaTV)-前田けゑ

### ネット配信
- 痛快! K☆ちゃんねる (2014) [11]

## 主催イベント
- 前田けゑのみんなで○○やってみた。
- MAEDA FESTIVAL
- おとなの文化祭etc...
- 39!Paty!〜みんなありがとう〜
- 新宿歌舞伎町BAR K-Station周年パーティー
- 歌舞伎町忘年会